# 山田裕子
山田 裕子（やまだ ひろこ）は、和歌山県橋本市出身の筝曲家である。

## 概要
舞台女優 やすきひろこが主演する、舞台での奏者での活動が得に多い。
ユン・ツボタジ（パーカッショニスト）、横瀬智也（俳優）の共演も多い。主に、関西での活動のほか、ブラジルでの講演も行っている。

## 実績
独立行政法人国際協力機構JICAより派遣されてブラジルで日本文化・筝の指導を行う。

和歌山県、妙楽寺で９月２１日、〝中秋の名月〟と〝重陽の節句〟を兼ねた「お月見コンサート」を
やすきひろことの共演で行う。